# Hulk: Where Monsters Dwell
Hulk: Where Monsters Dwell  (titulada Hulk: Donde moran los monstruos en España y Hulk: Donde habitan los monstruos en Hispanoamérica) es una película de superhéroes animada estadounidense de transmisión directa de 2016, estrenada directamente en streaming, protagonizada por Hulk.La película toma su nombre de un cómic de Marvel de la década de 1970. Se ambienta en la misma continuidad que Avengers Assembley Ultimate Spider-Man. Es la segunda película del Universo Animado de Marvel después de Marvel Super Hero Adventures: Frost Fight!.

## Argumento
Doctor Strange lleva a Hulk a la ciudad de Nueva York para ayudarlos a luchar contra monstruos furiosos en la noche de Halloween, que eran jóvenes adolescentes atrapados soñando y transformados en los monstruos que temen. Durante la batalla, Hulk se revierte aleatoriamente a un Bruce Banner inconsciente. Doctor Strange planeó un viaje a la Dimensión del Sueño con Hulk para llegar al fondo de los monstruos mientras se enfrenta a Nightmare. Antes de que esto suceda, él llama a la Unidad de Contención Paranormal de S.H.I.E.L.D. (que consiste en la forma zombi de Jasper Sitwell,  Man-Thing, Vampire by Night / Nina Price y Warwolf) para vigilar sus formas físicas y contener a los monstruos furiosos. Banner y Hulk se separaron para su viaje a otra dimensión con Banner usando la versión onírica de la armadura Hulkbuster de Iron Man.
Mientras tanto, Hulk y los monstruos cautivos escapan del Sanctum, y la Unidad de Contención Paranormal los persigue. En la otra dimensión, Strange es capturado por Nightmare después de que Hulk se uniera a él y abriera el portal al mundo real. Esto resultó ser un plan estratégico de Hulk y Banner para liberar a Benito Serrano y a los jóvenes adolescentes Ana, Eric y Gayle, enfrentando sus miedos y logrando escapar. Sin embargo, Serrano quedó atrapado en la monstruosa apariencia del Minotauro en manos de Nightmare. Al escapar de la dimensión, Nightmare comenzó a infundir más miedo en los residentes de Nueva York. Hulk, Strange y la Unidad de Contención Paranormal entraron en la batalla y, con Serrano ahora como miembro del equipo, ellos lograron derrotar a Nightmare y enviarlo de vuelta a la dimensión.
Al final, Hulk decide nombrar a la Unidad de Contención Paranormal como los Comandos Aulladores y ellos entran al Sanctum de Strange hasta que esperan un avión de S.H.I.E.L.D.

## Elenco
- Jesse Burch como Bruce Banner, Mesero[6]
- Fred Tatasciore como Hulk, Countdown[6]
- Liam O'Brien como Stephen Strange / Doctor Strange[6]
- Matthew Waterson como Nightmare[6]
- Edward Bosco como Vince Marcus / Warwolf, Minotauro, Reveler[6]
- Jon Olson como Dr. Theodore "Ted" Sallis / Man-Thing, Rorgg, Sporr, Zzutak[6]
- Michael Robles como Benito Serrano[6]
- Mike Vaughn como la forma zombi de Jasper Sitwell[6]
- Zach Callison como Eric, niño vestido de ninja[6]
- Hope Levy como Gayle, niña vestida de pirata, niña vestida de princesa[6]
- Laura Bailey como Ana, niño vestido de vampiro, niño vestido de jugador de fútbol[6]
- Chiara Zanni como Nina Price / Vampire by Night, Niña Abeja, Enfermera[6]

## Producción
La película es producida por Marvel Animation.Jamie Simone se desempeña como director de casting y voz.

## Liberar
Hulk: Where Monsters Dwell se anunció por primera vez y tuvo su estreno mundial en la Comic-Con de San Diego de 2016.La película se estrenó en HD digital el 21 de octubre de 2016.En 2017, se estrenó en Netflix.En 2022, dejó de estar disponible en streaming.Posteriormente, la película estuvo disponible en streaming en Disney+.

## Recepción
Joe Garza de /Film declaró: "Si bien esta es principalmente una película de Hulk, la inclusión de Doctor Strange y los héroes embrujados de los Comandos Aulladores hace que Hulk: Where Monsters Dwell sea una maravilla absoluta".Gab Hernandez de Screen Rant incluyó a Hulk: Where Monsters Dwell en su lista de las "8 mejores adaptaciones de Doctor Strange en películas y televisión", escribiendo: "Si bien la película es definitivamente más una divertida mezcla de monstruos que una narrativa fuerte, eso está totalmente bien para una película de cómics destinada a niños".
Johnny Brayson de Bustle clasificó a Hulk: Where Monsters Dwell en el décimo puesto de su lista de las "19 mejores películas animadas en Netflix ahora mismo".Ben Silverio de ScienceFiction.com le dio a Hulk: Donde moran los monstruos una calificación de 3,5 sobre 5 y la calificó como una "sólida caricatura de Halloween en general", diciendo: "Es muy divertida y llena de acción, a la vez que es un poco más atrevida que lo que se ve en televisión, lo que les da a los fans más mayores las mismas razones para verla con o sin sus pequeños seguidores".